# Alt Meteln
Alt Meteln es un municipio situado en el distrito de Mecklemburgo Noroccidental, en el estado federado de Mecklemburgo-Pomerania Occidental (Alemania), a una altitud de 49 metros. Su población a finales de 2016 era de 1184 habs. y su densidad poblacional, 51 hab/km².

## Historia
Su primera mención en documentos data del año 1284. Una iglesia gótica se construyó en el siglo XIII.